# Čelákovice
Čelákovice è una città della Repubblica Ceca facente parte del distretto di Praha-východ, in Boemia Centrale. Posta sulla riva sinistra dell'Elba, nelle vicinanze della capitale Praga, me sono parte integrante le zone, in origine indipendenti, di Sedlčánky e di Záluží e anche la località di Císařská Kuchyně.

## Storia
La parte centrale della zona attraversata dal fiume Elba (Polabí), boschiva e fertile, particolarmente ricca di sorgenti è stata ininterrottamente abitata fin dai tempi più antichi. La presenza dell'uomo nei dintorni dell'Elba trova conferma nei ritrovamenti archeologici oggi presenti nei musei. La testimonianza scritta più antica su Čelákovice risale al 1290.
In quel periodo era presente una chiesa e ad est della stessa si trovava un edificio in legno su una base in pietra, che venne sostituito verso il 1300 da una parte della fortezza. La fortezza ebbe diverse forme nel corso dei secoli: l'ultima ristrutturazione le ha restituito l'aspetto gotico-rinascimentale. La fortezza, la chiesa, il mulino medievale e l'edificio del decanato risalente al 1782 formano il nucleo storico della città – una delle soste nel percorso didattico e meta di molte gite turistiche.
Il municipio in stile neobarocco costruito nel 1911 merita di essere visitato. Il citato percorso didattico "Elba – il paesaggio e l'uomo" collega le città di Lysá nad Labem e Čelákovice tramite un tracciato di 21 km. È stato scelto affinché comprendesse la maggior parte delle località meritevoli di essere visitate dal punto di vista storico e paesaggistico.
Čelákovice è una località propizia anche per il turismo su due ruote. Si trova sul percorso ciclabile Pojizeří. La linea ferroviaria Praga – Lysá nad Labem – Kolín attraversa Čelákovice, con possibilità di caricare facilmente le biciclette.